# Thomomys bulbivorus
Thomomys bulbivorus là một loài động vật có vú trong họ Chuột nang, bộ Gặm nhấm. Loài này được Richardson mô tả năm 1829.
Được mô tả lần đầu tiên vào năm 1829, nó là loài đặc hữu của thung lũng Willamette ở tây bắc Oregon ở Hoa Kỳ. Loài ăn cỏ gopher ăn cỏ cho rau và thực vật, nó thu thập trong túi má ngoài lớn, bên ngoài là lớp lông, bên ngoài má túi. Thức ăn dư thừa được lưu giữ trong một hệ thống đường hầm ngầm rộng lớn. Màng màu xám đậm đến xám xỉn thay đổi màu sắc và kết cấu trong suốt năm. Các răng cửa rộng và đặc trưng của động vật có vú này đặc biệt thích hợp cho việc sử dụng trong xây dựng đường hầm, đặc biệt là ở đất sét cứng của Thung lũng Willamette. Những con vượn cáo làm cho tiếng nói nghẹn lại với răng; Con đực và con cái tạo âm thanh lẩm bẩm (gợi tình) khi chúng ở bên nhau. Con non sinh ra không có răng, mù và không có lông, con non trưởng thành nhanh chóng trước khi cai sữa vào khoảng sáu tuần tuổi.
Mặc dù loài này phòng thủ dữ dội khi bị dồn vào, nó có thể trở nên thuần hóa trong tình trạng bị bắt. Mặc dù xu thế dân số nói chung ổn định, nhưng các mối đe dọa đối với sự sống còn của loài này bao gồm đô thị hoá, chuyển đổi sinh cảnh cho sử dụng nông nghiệp và các nỗ lực xóa bỏ bẫy và chất độc. Nó là con mồi cho loài côn trùng ăn thịt và động vật ăn thịt ăn thịt, và có nhiều loài động vật chân đốt và sâu bướm ký sinh trùng ký sinh trùng. Các nhà khoa học tin rằng lịch sử tiến hoá của loài này đã bị gián đoạn khi trận lụt ở Missoula lụt trên thung lũng Willamette vào cuối kỷ băng hà cuối cùng. Lũ lụt gần như tràn ngập phạm vi địa lý của nó, có thể đã gây ra một nút cổ chai di truyền khi những người sống sót sau đó đã phục hồi lại khu vực sau khi các vùng nước rút đi.

## Phân loại
Có sáu chi thú có túi ở Bắc Mỹ: 'Cratogeomys, Geomys, Orthogeomys, Pappogeomys, Thomomys, và Zygogeomys.. Loài này là một loài chuột túi có răng giả của chi Thomomys, trong họ Geomyidae. Các răng cửa của rêu ở chi Thomomys có bề mặt bề mặt mịn màng đặc trưng, trong khi đó các lớp của Geomys có hai rãnh sâu trên răng và của Cratogeomys có một rãnh duy nhất.
Loài chuột túi camas là một thành viên của phân loài Megascapheus, được thành lập vào năm 1903, vào thời điểm đó chỉ cho loài loài chuột túi camas này.
Các nhà phân loại học sau đó đã gán những người khác cho cùng phân loài. Tên gọi Thomomys xuất phát từ tiếng Hy Lạp σωρός (heap) + μῦς (chuột), có thể mô tả các đống đất đào được sản xuất bởi loài chuột túi đào hố . Bulbus dịch là "thân cây thảo" bằng tiếng Latinh, và từ "devour" là voro. Nhà tự nhiên học David Douglas đã báo cáo rằng loài thú này ăn thân cây camas lily, và Vernon Bailey sau đó cho rằng thiếu hoa lily cama ở những khu vực sinh sống của gopher đến các bóng đèn được ăn. [10] Tuy nhiên, nhà tự nhiên học H. M. Wight đã quan sát thấy rằng con sói ăn chủ yếu là cây bồ công anh, và hoài nghi rằng nó là một loài ăn nhiều thân cây.

## Hình ảnh

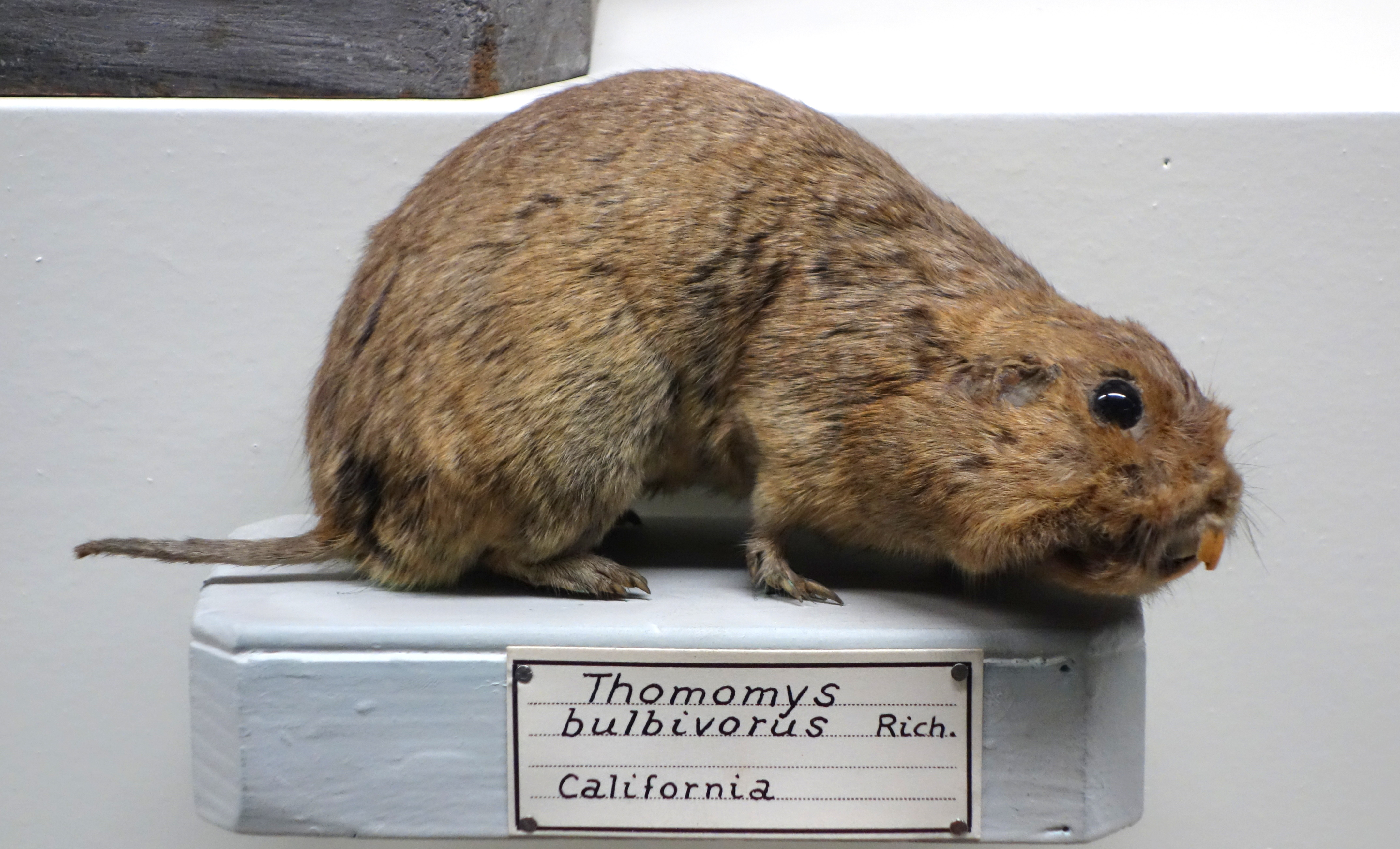
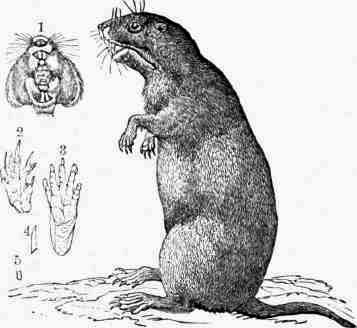